# 海にむかう母/ひとり旅〜リンゴ追分〜入り
「海にむかう母／ひとり旅〜リンゴ追分〜入り」（うみにむかうはは／ひとりたび〜りんごおいわけ〜いり）は、美空ひばりのシングル。1977年11月1日に日本コロムビアから発売された。

## 概要
- A面の『海にむかう母』はひばりの実弟・かとう哲也が「いずみ進」名義で作曲し、1982年7月29日に放送されたフジテレビ『ミュージックフェア』では、その前年に亡くなった母・加藤喜美枝を偲んで歌唱された。ライブやコンサートなどでは、ひばりの末弟・香山武彦によるセリフ入りで歌唱されていた。ひばりの養子で、現・ひばりプロダクション社長の加藤和也は、本曲を好きなひばりの曲のうちの一つに挙げている。

- B面の『ひとり旅〜リンゴ追分〜入り』は、佐良直美の楽曲であった『ひとり旅』に、歌詞の中に出てくるひばりの代表曲「リンゴ追分」を曲の間にあんことして挟んだ曲である。後にひばりも晩年に本曲を歌唱する機会が多くなり、1988年7月29日の広島平和音楽祭、1989年2月7日に福岡県北九州市の九州厚生年金会館で開かれた生涯最後のコンサートでも披露した。

## 収録曲
1. 海にむかう母
作詞：杉紀彦、作曲：いずみ進、編曲：丸山雅仁
2. ひとり旅〜リンゴ追分〜入り
作詞：吉田旺、作曲：浜圭介、編曲：佐々永治　（「リンゴ追分」: 作詞：小沢不二夫、作曲：米山正夫、編曲：佐々永治）